# تسلخ الشريان السباتي
تسلخ الشريان السباتي (بالإنجليزية: Carotid artery dissection)‏ هو انفصال طبقة جدار الشريان الذي يغذي الرأس والدماغ بالدم الحامل للأكسجين وهو السبب الأكثر شيوعًا لحدوث السكتة الدماغية عند الشباب. (في طب الأوعية الدموية، يُعد التسلخ عملية إزالة صفيحات تشبه البثور بين الجدران الخارجية والداخلية للأوعية الدموية، والتي تنشأ بشكل عام عن تسرب جزئي في البطانة الداخلية).
قد يحدث التسلخ بعد إصابة جسدية بالرقبة، مثل إصابة حادة (كحادث سير مثلًا)، أو الاختناق، ولكن قد يحدث أيضًا بشكل عفوي.

## العلامات والأعراض
يمكن تقسيم علامات وأعراض تسلخ الشريان السباتي إلى فئات إقفارية وغير إقفارية:
العلامات والأعراض غير الإقفارية
- صداع موضعي، خاصة حول إحدى العينين.
- ألم الرقبة
- انخفاض حجم بؤبؤ العين مع تدلي الجفن العلوي (متلازمة هورنر)
- طنين الأذن النابض

العلامات والأعراض الإقفارية
- فقدان البصر المؤقت
- السكتة الدماغية الإقفارية

## الأسباب
يمكن تصنيف أسباب تسلخ الشريان السباتي الداخلي على نطاق واسع إلى فئتين: عفوي أو مؤلم.

### عفوي
يُعد تسلخ الشريان السباتي التلقائي سببًا معروفًا بشكل متزايد للسكتة الدماغية التي تؤثر بشكل مفضل على الأشخاص في منتصف العمر.
معدل حدوث تسلخ الشريان السباتي العفوي منخفض، وقد أُبلغ عن معدلات الإصابة بتسلخ الشريان السباتي الداخلي من 2.6 إلى 2.9 لكل 100000.
تُظهر الدراسات القائمة على الملاحظة وتقارير الحالة التي نُشرت منذ أوائل الثمانينيات أن المرضى الذين يعانون من تسلخ الشريان السباتي الداخلي التلقائي قد يكون لديهم أيضًا تاريخ من السكتة الدماغية في عائلاتهم و/أو اضطرابات النسيج الضام الوراثي، كمتلازمة مارفان ومتلازمة إهلرز دانلوس وتعدد الكيسات الصبغي الجسدي السائد الذي يصيب الكلى، والورم الكاذب المرن، وخلل التنسج العضلي الليفي، وتكوين العظم الناقص من النوع الأول المرض المرتبط بـ IgG4 والذي يشمل الشريان السباتي قد لوحظ أيضًا كسبب.
ومع ذلك، على الرغم من وجود ارتباط مع اضطرابات النسيج الضام لكن معظم الأشخاص المصابين بتسلخ الشرايين العفوي لا يعانون من اضطرابات النسيج الضام. بالإضافة إلى أن التقارير المتعلقة بانتشار أمراض النسيج الضام الوراثية في الأشخاص الذين يعانون من تسلخ تلقائي متفاوتة بدرجة كبيرة، وتتراوح من 0٪ إلى 0.6٪ في دراسة إلى 5٪ إلى 18٪ في دراسة أخرى.